# Asseler Wald
Koordinaten: 51° 30′ 28″ N, 9° 2′ 29″ O

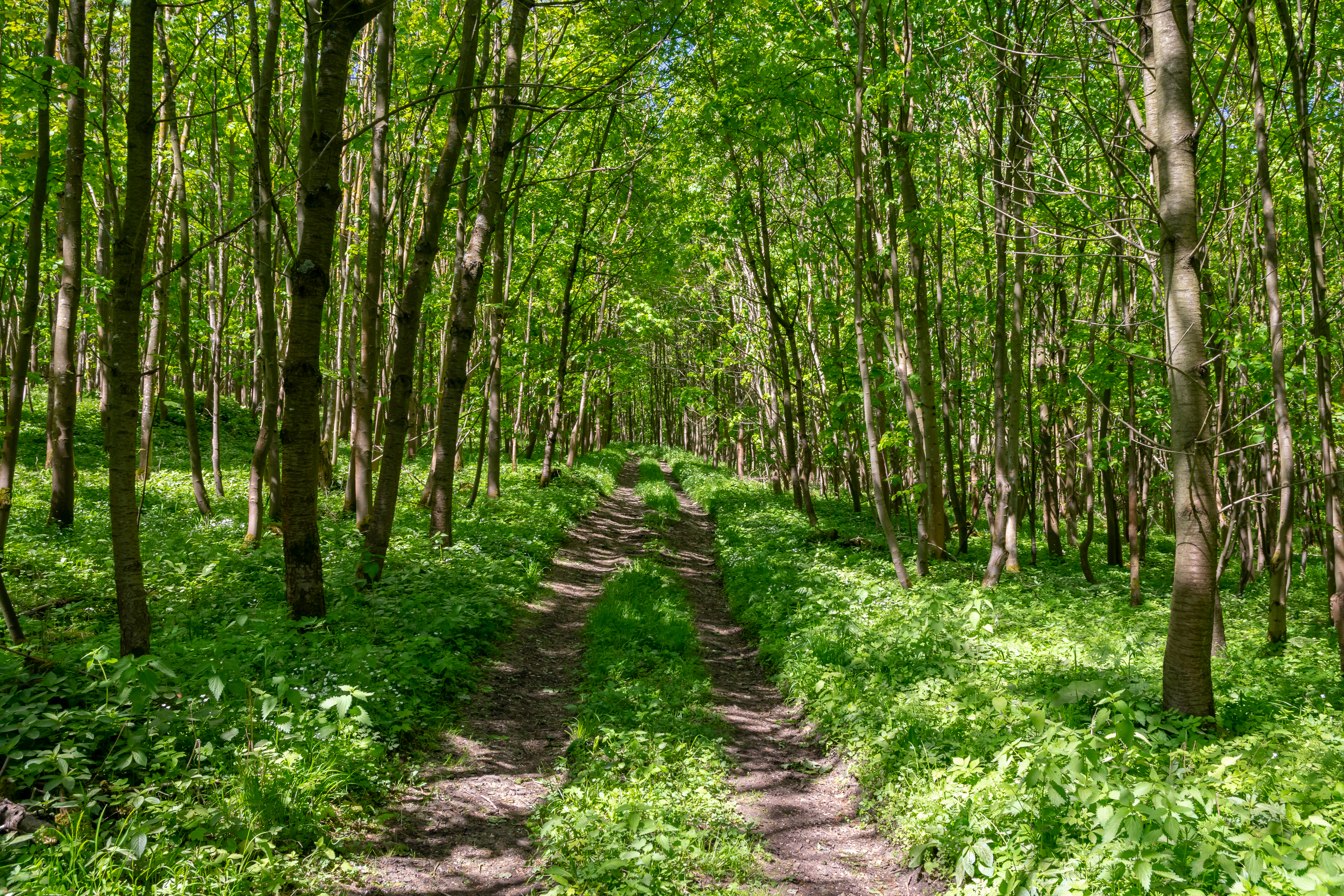
Naturschutzgebiet Asseler Wald (Mai 2018)

Das Naturschutzgebiet (NSG) Asseler Wald ist ein Naturschutzgebiet im Kreis Höxter in Nordrhein-Westfalen. Das 224,1849 ha große NSG mit der Schlüssel-Nummer HX-047 wurde im Jahr 1990 ausgewiesen. Es erstreckt sich auf dem Gebiet der Stadt Warburg westlich der Kernstadt und östlich von Wrexen. Nördlich und östlich des Gebietes fließt die Diemel und verläuft die B 7. Westlich verläuft die B 252. Am westlichen und südlichen Rand des Gebietes verläuft die Landesgrenze zu Hessen.